# Snorri Sturluson
En aquest nom islandès, el darrer nom és un patronímic, no pas un cognom. La manera de referir-se a aquesta persona és pel nom de pila.
Snorri Sturluson   (Hvammur, 1179 - Reykholt, 23 de setembre de 1241) fou un jurista, poeta, historiador i escriptor islandès. Snorri fou el darrer dels fills de Sturla Þórðarson, goði de Hvammur í Dölum, i de la seva darrera dona, Guðný Böðvarsdóttir.

## Biografia
Es va casar als vint anys amb Herdís Bersadóttir, una dona acabalada. El matrimoni no va durar gaire i va acabar separant-se als quatre anys d'haver-se fet: quan ell es va mudar a Reykholt (fiord de Borg) -que seria la seva residència fins a la seva mort-, ella va decidir de romandre al mas de Borg á Mýrum. Amb Herdís, Snorri va tenir un fill (Jón murti) i una filla (Hallbera). El 1215, als 35 anys, fou escollit lǫgsǫgumaðr o recitador de la llei, és a dir, cap o president de l'Alþingi, l'Assemblea Legislativa i Judicial anual d'Islàndia.
Tres anys després, el 1218, va abandonar aquest càrrec per viatjar fins a Noruega seguint una invitació del rei Hákon IV Hákonarson el Vell (rei de Noruega entre 1217 i 1263). A la cort del rei Hákon Hákonarson, va rebre el títol de skutilsveinn o cavaller. Snorri es va comprometre amb el rei noruec que intentaria fer tots els possibles perquè els islandesos acceptessin la unió d'Islàndia amb Noruega. En tornar a Islàndia, va enviar el seu fill a Noruega com a ostatge: per aquestes circumstàncies fou declarat traïdor a Islàndia. Posteriorment, també fou declarat traïdor a Noruega, per no haver complert la seva promesa d'aconseguir l'annexió de l'illa per part de Noruega. De nou a Islàndia, va tornar a detenir-hi el càrrec de lǫgsǫgumaðr o recitador de la llei entre els anys de 1222 a 1231.
L'any 1224, va contreure matrimoni amb Hallveig Ormsdóttir, fet que el va convertir en l'home més ric d'Islàndia.
Snorri fou assassinat amb alguns dels seus fills a Reykholt pels servidors del seu cunyat, Gizurr Þorvaldsson, el 23 de setembre del 1241. L'hertogi Skúli Bárðarson s'havia rebel·lat el 6 de novembre del 1239 a Noruega contra el rei Haakon IV; la rebel·lió va ser sufocada i Skúli Bárðarson fou mort el 24 de maig del 1240. El rei va sospitar que Snorri, que mantenia una bona amistat amb Skúli, també devia estar involucrat en la rebel·lió i va ordenar a Gizurr Þorvaldsson, que es trobava a Noruega, que matés Snorri, cosa que Gizurr va fer un cop arribat a Islàndia; dels seus soldats, el qui li va donar el cop mortal fou Árni beiskur. Snorri i Gizurr pertanyien a bàndols diferents i estaven enfrontats des de l'inici del període d'anarquia política conegut amb el nom de Sturlungaöld (1220-1264), que va acabar amb la incorporació d'Islàndia al Regne de Noruega l'any 1262.

## Obra
És l'autor de la Heimskringla (títol genèric d'un conjunt de cròniques dels reis de Noruega) i versemblantment també de la Història d'Egill el fill de Grim el Calb. També va escriure la famosa Edda en prosa, un manual per a escaldes en què figura, entre d'altres, la Gylfaginning o Ensarronament d'en Gylfi, un compendi de mitologia norrena.
És considerat un dels grans literats de la Islàndia medieval.